# Parafia Ewangelicko-Augsburska w Zawierciu

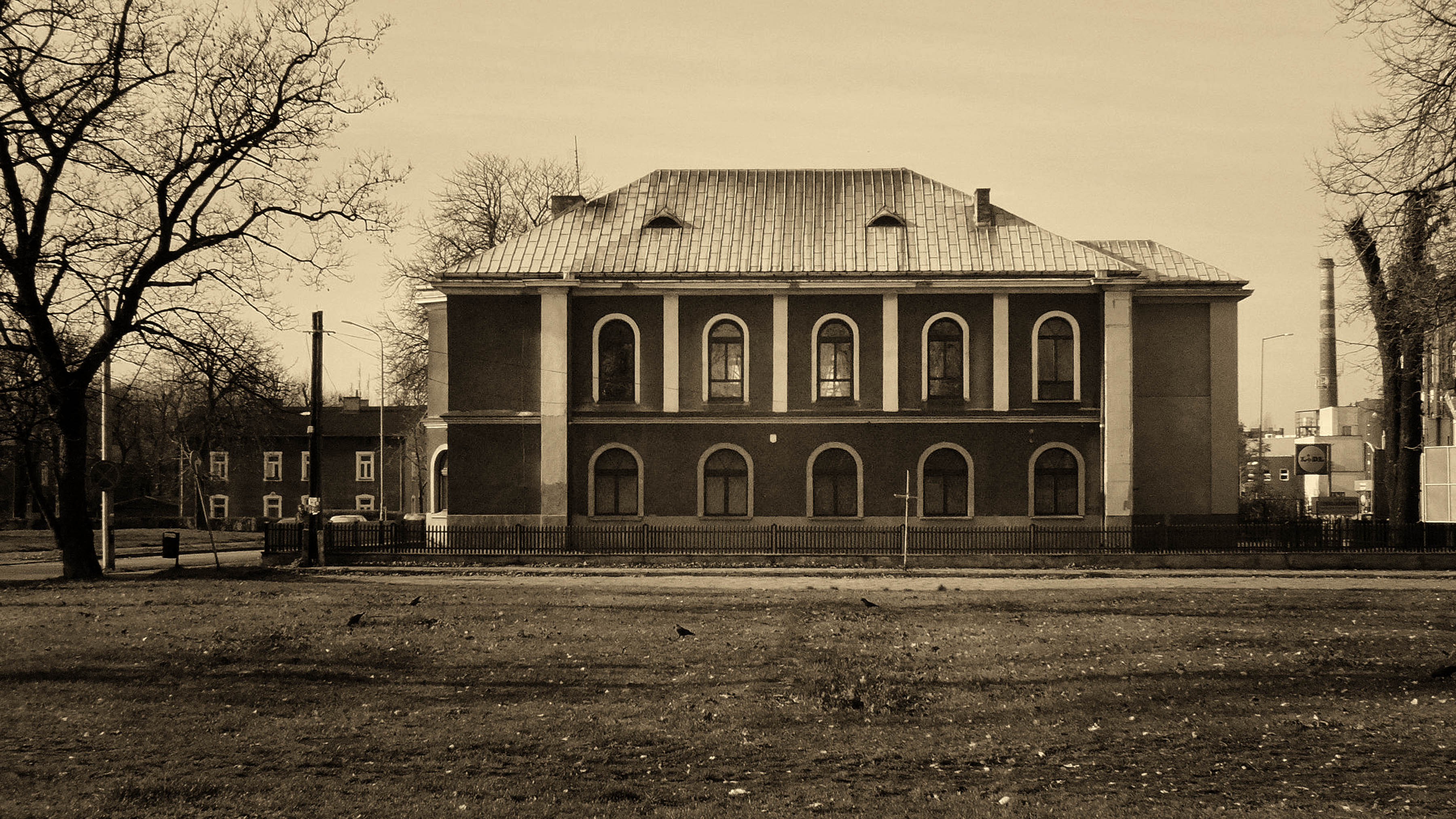
Kościół poewangelicki

Parafia Ewangelicko-Augsburska w Zawierciu – nieistniejąca już parafia Kościoła Ewangelicko-Augsburskiego w RP, na terenie dzisiejszej diecezji katowickiej.

## Historia
Luteranizm spotkał się z dużym zainteresowaniem w Krakowie wkrótce po tym, gdy Marcin Luter ogłosił swoje 95 tez. Do zachodniej części Małopolski jednak nie od razu przeniknął.
Wyznanie ewangelickie na terenie ziemi zawierciańskiej zaczęło się szerzej zakorzeniać dopiero na przełomie XIX i XX wieku, kiedy przybyli tu z Niemiec przemysłowcy oraz pracownicy do ich fabryk będący wyznania luterańskiego. W 1911 r. nastąpiło formalne powstanie miejscowego zboru, jako filiału Zawiercie parafii ewangelicko-augsburskiej w Częstochowie. W 1924 r. utworzono samodzielną parafię w Zawierciu. Ewangelicy wznieśli tu kościół, zaś grunt pod cmentarz otrzymali w darze od Żyda - Stanisława Holenderskiego.
Od 1937 r. obsługę parafii zapewniał ks. Jerzy Tytz – proboszcz parafii ewangelicko-augsburskiej w Sosnowcu. Po wybuchu II wojny światowej w 1939 r. został on przez hitlerowców usunięty z tego stanowiska i uwięziony.
Po zakończeniu II wojny światowej kościół ewangelicki w Zawierciu został znacjonalizowany. Obecnie zajmuje go Cech Rzemiosł.